# Идваллон ап Лливарх
Идваллон ап Лливарх (валл. Idwallon ap Lliwarch; 560—620) — король Брихейниога (580—620).

## Биография
Идваллон был сыном короля Брихейниога Лливарха ап Ригенеу. В 580 году Идваллон сам стал королём, унаследовав престол своего отца.
Во время правления Идваллона в Брихейниог вторгся Кинан Поуисский. Вражеская армия наводнила Брихейниог и встала на реке Нед, угрожая оттуда Гливисингу. Лишь вмешательство монахов Лланкарвана прекратило войну. После ухода врагов Идваллон возвратил власть над королевством.
Идваллон скончался в 620 году. Ему наследовал его сын Риваллон.